# Pierre Bernard
Pierre Bernard (Boissezon, 1932. január 27. – Cestas, 2014. május 28.) francia válogatott labdarúgókapus.